# Henri Anthoine
Henri Anthoine (1 de janeiro de 1878 — data de morte desconhecido) foi um ciclista francês. Ele terminou em último lugar no Tour de France 1908.